# Surf
《Surf》是一款由微软开发、内置于Microsoft Edge的网页游戏。玩家在此游戏中操控一个冲浪者，避开礁石等障碍物、躲避章鱼的攻击，冲浪到更远的地方。在默认界面中输入“Microsoft”可以开启无限生命，输入“edge”可以开启无限加速，输入“上上下下左右左右BA”可以使用忍者猫角色。

## 玩法

游戏开始界面，玩家可选择角色。

类似于Google Chrome上的恐龙游戏。当Microsoft Edge用户在没有连接互联网的情况下尝试浏览网站，浏览器就会提示用户网络未连接，并在错误提示下方显示“想在等待的时候玩游戏吗？”用户可点击“启动游戏”按钮以打开游戏。也可在地址栏输入edge://surf进入游戏页面。该游戏具有三种游戏模式（无尽、计时赛模式和之字形模式），支持键盘、鼠标、触摸屏和游戏手柄控制。玩家可在游玩时收集闪电形状的道具，当按下F键时，消耗一个道具，同时角色加速。